# Abel Smeets

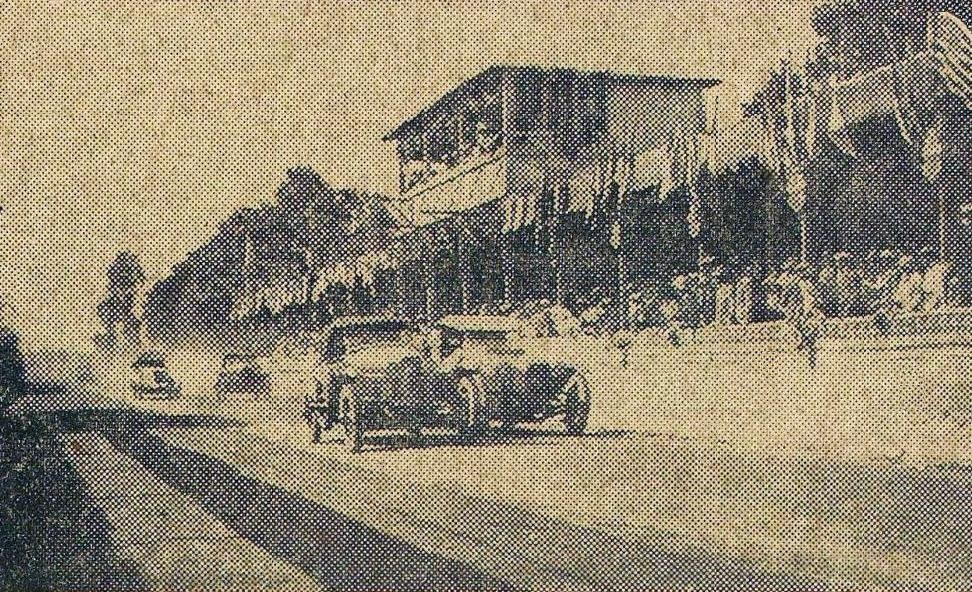
Start zum 24-Stunden-Rennen von Le Mans 1925

Abel Raoul Smeets (* 20. Mai 1891 in Paris; † 24. März 1969 in Marseille) war ein französischer Autorennfahrer.

## Karriere
1925 war Abel Smeets beim 24-Stunden-Rennen von Le Mans gemeldet und bestritt dieses 24-Stunden-Rennen an der Seite von Eugène van den Bossche auf einem Ravel 12CV Sport. Das Duo absolvierte 104 Runden, wurde aber mangels ausreichender zurückgelegter Distanz nicht gewertet.

## Statistik

### Le-Mans-Ergebnisse
| Jahr | Team                     | Fahrzeug         | Teamkollege            | Platzierung     | Ausfallgrund |
| ---- | ------------------------ | ---------------- | ---------------------- | --------------- | ------------ |
| 1925 | SA des Automobiles Ravel | Ravel 12CV Sport | Eugène van den Bossche | nicht klassiert |              |